# Mauricio Neiza
Mauricio Neisa Alvarado (3 de septiembre de 1981 - Sora, Boyacá) es un ciclista de ruta colombiano.

## Palmarés
2002
- 1 etapa de la Vuelta de la Juventud

2003
- 3.º en el Campeonato de Colombia Contrarreloj Sub-23

2004
- 1 etapa de la Vuelta a Colombia

2006
- 3º en el Campeonato de Colombia de Ciclismo Contrarreloj
- 1 etapa de la Clásica Internacional de Tulcán

2009
- 1 etapa Clásica Club Deportivo Boyacá
- 1 etapa de la Vuelta a Guatemala

2010
- 1 etapa de la Vuelta a Boyacá
- 1 etapa de la Vuelta a Bolivia
- Vuelta Ciclista a Chiapas

## Equipos
- Aficionado

2010:Boyacá Orgullo de América
2011:Boyacá Orgullo de América
- Profesional

2007:  UNE Orbitel